# Сухопутные войска Ливии
Сухопутные войска Ливии (араб. القوات البرية الليبية‎) — часть Вооружённых сил Ливии, которая отвечает за проведение наземных военных операций. Это наиболее многочисленный вид вооружённых сил страны.
После свержения режима Каддафи и начала гражданской войны в стране фактически действует двоевластие. На востоке в Тобруке заседает избранная народом Палата представителей, которой лояльна Ливийская национальная армия Х.Хафтара, контролирующая большую часть страны. В Триполи действует сформированное при поддержке ООН и западных стран Правительство национального согласия (ПНС), в формальном подчинении которого находятся ряд бригад, состоящих из бывших повстанцев и исламистов. Достоверных данных о численности бойцов и вооружении у двух армий нет .

## Вооружение, военная и специальная техника
Когда Ливия стала независимой в 1951 году, ветераны первоначальной армии аль-Сенусси сформировали ядро королевской армии Ливии.
При Каддафи ливийская армия имела большое количество техники, приобретенной у Советского Союза в 1970-1980-х годах.  
В это время ливийская армия участвовала в четырех крупных вторжениях на территорию Чада. Армия понесла большие потери, особенно во время последней фазы ливийско-чадского конфликта в 1987 году - главным образом из-за тактических ошибок и западной помощи Чаду.
Согласно данным Международного института стратегических исследований (IISS) в The Military Balance на 2010 год численность Сухопутных войск Ливии составляла 50 тысяч человек и имели в своем распоряжении следующую технику:
К этому моменту вооружение в значительной степени устарело. Высокий процент оставался в хранилище, часть оборудования было продано различным африканским странам.
С 2000-х годов крупных закупок оружия не производилось из-за упадка экономики и санкций. Эти факторы серьезно снизили мощь ливийских вооруженных сил, ввиду чего они отстали от своих соседей с точки зрения военных возможностей.
В состав сухопутных сил входили:
- 18 пехотных батальонов[1].
- 6 батальонов спецназа.
- 10 бронетанковых батальонов.
- 10 батальонов мотопехоты.
- 22 артиллерийских батальона.
- 7 батальонов ПВО.

| Т-72                              | СССР                      | Основной боевой танк             | 200 ед  | 115 на хранении.                            |
| Т-62                              | СССР                      | Средний танк                     | 100 ед  | 70 на хранении.                             |
| Т-55                              | СССР/ Чехословакия        | Средний танк                     | 500 ед  | 140 на хранении.                            |
| Боевые машины пехоты              |                           |                                  |         |                                             |
| БМП-1                             | СССР                      | Боевая машина пехоты             | 1000 ед |                                             |
| Бронетранспортеры                 |                           |                                  |         |                                             |
| БТР-50                            | СССР                      | Бронетранспортёр                 | 750 ед  |                                             |
| БТР-60                            | СССР                      | Бронетранспортёр                 | 750 ед  |                                             |
| М113                              | США                       | Бронетранспортёр                 | 28 ед   |                                             |
| EE-11 Urutu                       | Бразилия                  | Бронетранспортёр                 | 100 ед  |                                             |
| OT-62                             | Чехословакия              | Бронетранспортёр                 | 67 ед   |                                             |
| OT-64 SKOT                        | Чехословакия              | Бронетранспортёр                 | 67 ед   |                                             |
| Боевые разведывательные машины    |                           |                                  |         |                                             |
| БРДМ-2                            | СССР                      | Боевая разведывательная машина   | 50 ед   |                                             |
| EE-9 Cascavel                     | Бразилия                  | Боевая разведывательная машина   | 70 ед   |                                             |
| Артиллерийские вооружение         |                           |                                  |         |                                             |
| 2С1 «Гвоздика»                    | СССР                      | 122-мм САУ                       | 130 ед  |                                             |
| 2С3 «Акация»                      | СССР                      | 152-мм САУ                       | 60 ед   |                                             |
| vz.77 «Дана»                      | Чехословакия              | 152-мм САУ                       | 80 ед   |                                             |
| M109                              | США                       | 155-мм САУ                       | 14 ед   |                                             |
| Пальмария                         | Италия                    | 155-мм САУ                       | 160 ед  |                                             |
| M101                              | США                       | 105-мм буксируемая гаубица       | 42 ед   |                                             |
| Д-30                              | СССР                      | 122-мм буксируемая гаубица       | 190 ед  |                                             |
| Д-74                              | СССР                      | 122-мм буксируемая пушка         | 60 ед   |                                             |
| М-46                              | СССР                      | 130-мм буксируемая пушка         | 330 ед  |                                             |
| МЛ-20                             | СССР                      | 152-мм буксируемая гаубица-пушка | 25 ед   |                                             |
| Минометы                          |                           |                                  |         |                                             |
|                                   | СССР                      | 82-мм                            | 428 ед  |                                             |
| ПМ-43                             | СССР                      | 120-мм                           | 48 ед   |                                             |
| М-160                             | СССР                      | 160-мм                           | 24 ед   |                                             |
| Реактивные системы залпового огня |                           |                                  |         |                                             |
| Тип 63                            | Китай                     | 107-мм                           | 300 ед  |                                             |
| BM-11                             | КНДР                      | 122-мм                           | 200 ед  |                                             |
| БМ-21 «Град»                      | СССР                      | 122-мм                           | 230 ед  |                                             |
| RM-70                             | Чехословакия              | 122-мм                           | 100 ед  |                                             |
| Тактические ракетные комплексы    |                           |                                  |         |                                             |
| Луна                              | СССР                      | ОТРК                             | 45      |                                             |
| Противотанковое вооружение        |                           |                                  |         |                                             |
| БРДМ-2 c ПТРК «Малютка»           | СССР                      | ПТРК                             | 90      |                                             |
| Малютка                           | СССР                      | ПТРК                             | 620     |                                             |
| Фагот                             | СССР                      | ПТРК                             | 1940    |                                             |
| Конкурс                           | СССР                      | ПТРК                             | 1940    |                                             |
| Милан                             | Франция Германия          | ПТРК                             | 400     |                                             |
| Carl Gustaf M2                    | Швеция                    | РПГ                              | 400     |                                             |
| M40A1                             | США                       | 106-мм безоткатное орудие        | 220     |                                             |
| РПГ-7                             | СССР                      | РПГ                              | 2300    |                                             |
| Зенитные комплексы                |                           |                                  |         |                                             |
| Стрела-1                          | СССР                      | ЗРК                              | 400     |                                             |
| Стрела-2                          | СССР/ Болгария/ Югославия | ПЗРК                             | 400     |                                             |
| Стрела-10                         | СССР                      | ЗРК                              | 400     |                                             |
| Кроталь                           | Франция                   | ЗРК малого радиуса действия      | 24      |                                             |
| ЗСУ-23-4 «Шилка»                  | СССР                      | ЗСУ                              | 250     |                                             |
| ЗПУ-2                             | СССР                      | 14,5-мм ЗПУ                      | 100     |                                             |
| С-60                              | СССР                      | 57-мм зенитная пушка             | 90      |                                             |
| Bofors L70                        | Швеция                    | 40-мм зенитная пушка             | 50      |                                             |
| M53/59 Praga                      | Чехословакия              | 30-мм ЗСУ                        | [ 2 ]   |                                             |
| 9К33 «Оса-АКМ»                    | СССР                      | ЗРК малого радиуса действия      |         | В 1981-1982 годах поставлено 20 комплексов. |
| 2К12Е «Квадрат»                   | СССР                      | ЗРК ПВО сухопутных войск         |         | В 1974-1976 годах поставлено 35 комплексов. |

В начале гражданской войны в 2011 году ливийская армия столкнулась с дезертирством, поскольку часть солдат настроились против режима Каддафи и решила создать мятежную Ливийскую национально-освободительную армию.
После вмешательства НАТО ливийская армия была сокращена только до небольших групп защищавших несколько городов, лояльных Каддафи. Ливийская армия фактически перестала существовать, хотя значительная часть бойцов продолжали сопротивление, до тех пор, пока не произошло падение Сирта 19 октября 2011 года. Каддафи был убит при попытке бежать на юг вместе с командующим армией. Было сформировано переходное правительство.
С 2014 года в стране идёт вторая гражданская война между бойцами армии правительства в Триполи и исламистами с одной стороны и Ливийской национальной армией Халифы Хафтара с другой.
В апреле 2019 года армия Хафтара начала операцию по захвату Триполи, которая столкнулась с большими проблемами, и столица не была взята.

## Галерея

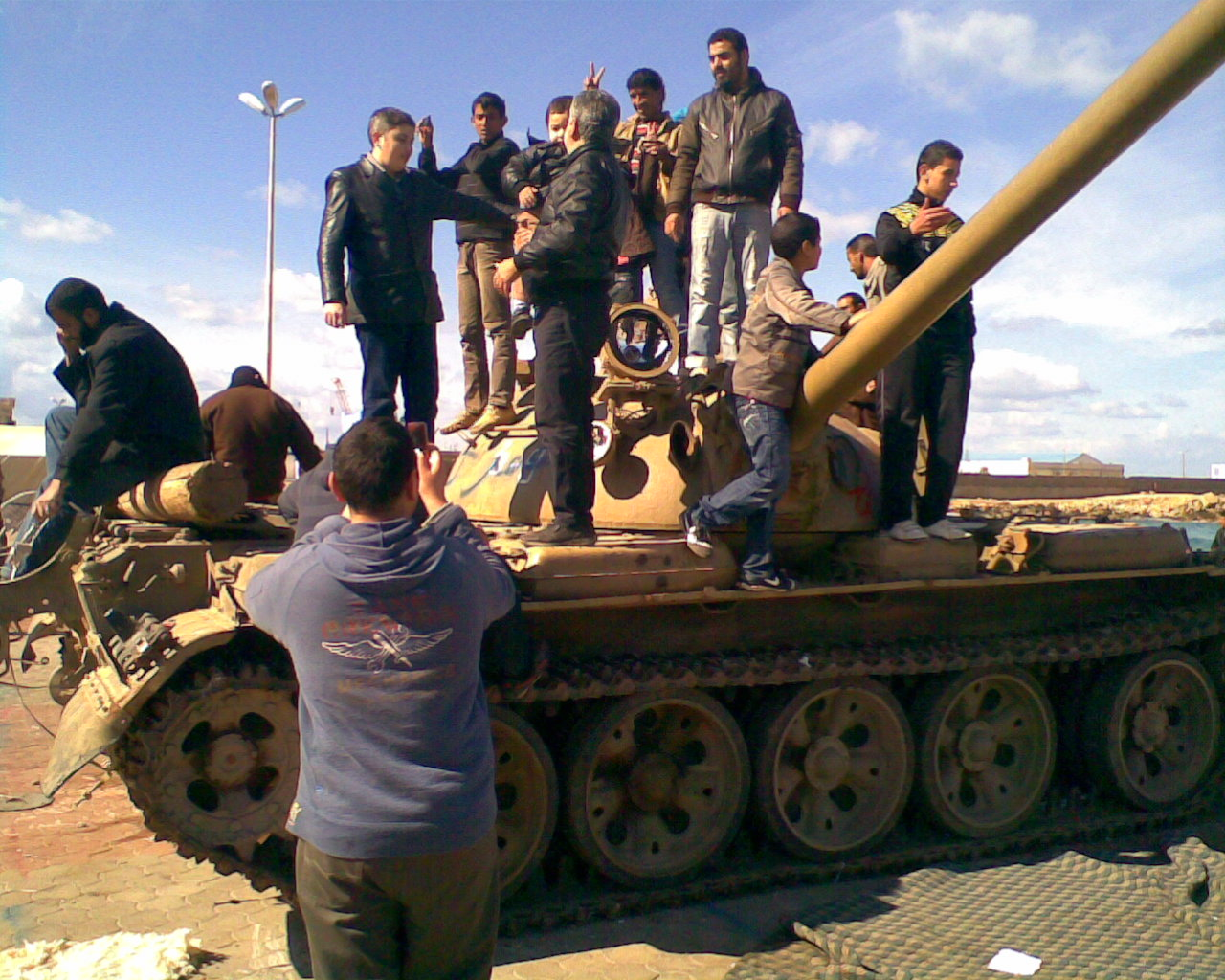
Т-62
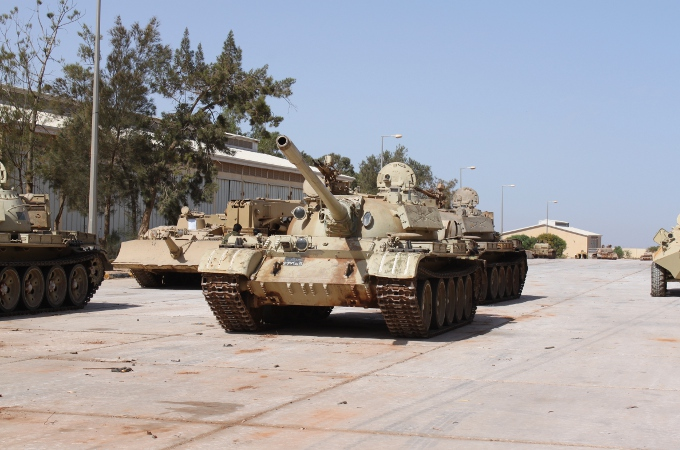
Т-55
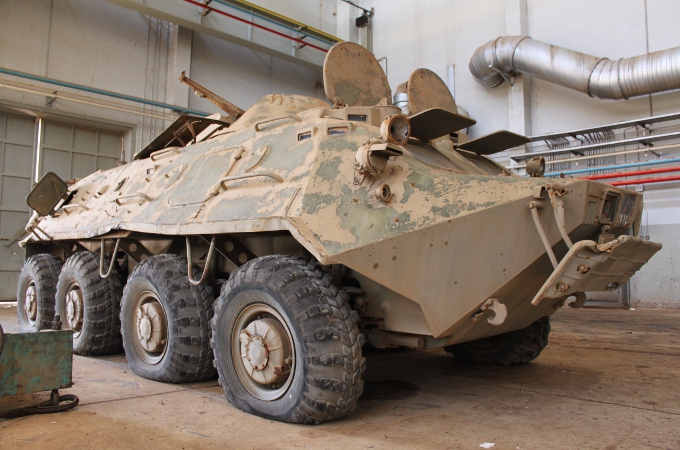
БТР-60
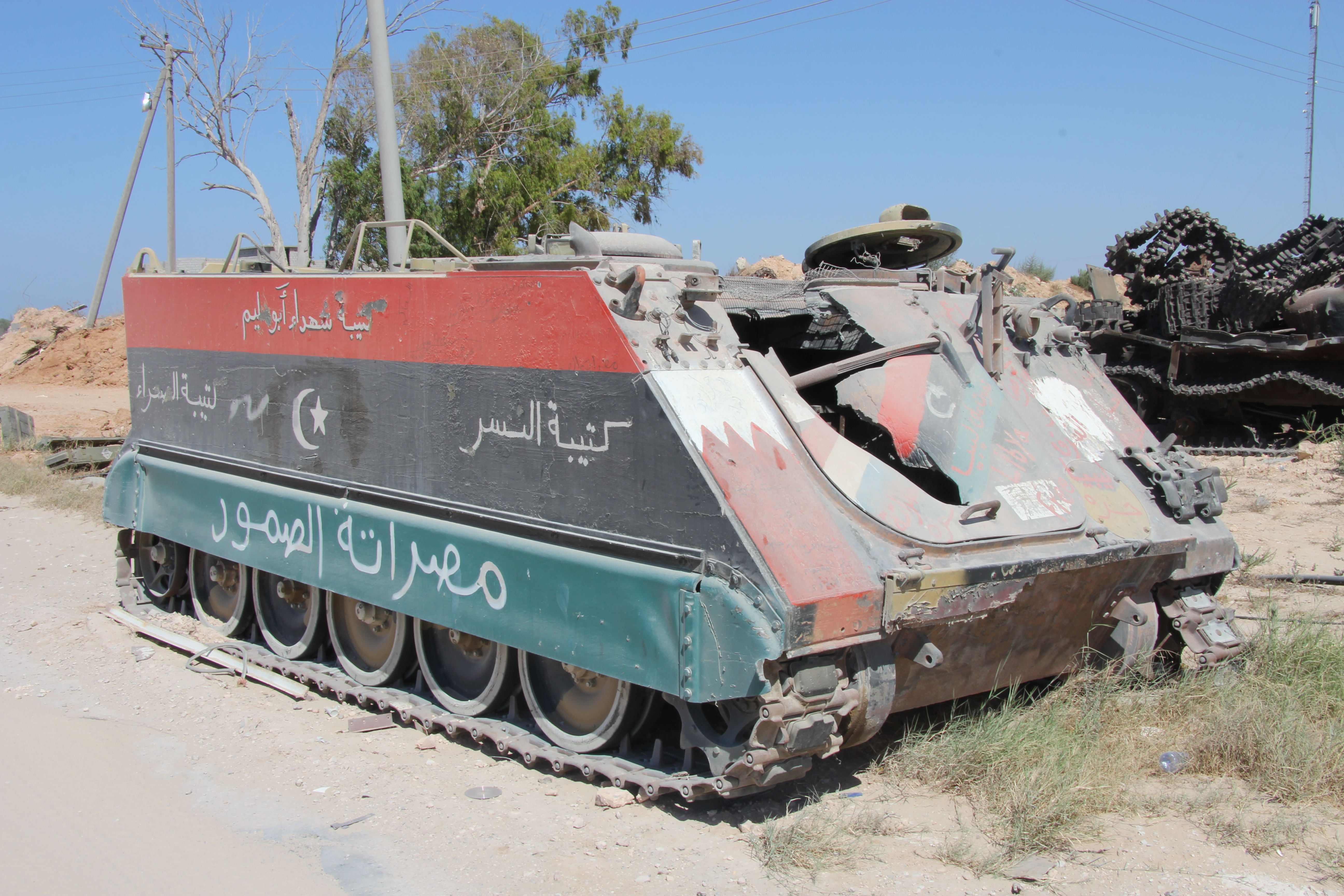
M113